# 高雄縣
高雄縣，為中華民國已經廢止的一個行政区划，位於台灣西南部，與臺南縣、臺南市、高雄市、屏東縣、臺東縣、花蓮縣、南投縣、嘉義縣相鄰。北緣嘉南平原，西濱台灣海峽，東南邊以高屏溪和屏東縣為界。
2009年6月23日，中華民國內政部審查通過「高雄縣市合併改制直轄市案」，高雄縣於2010年12月25日併入新成立之高雄市。

## 地理

### 地形

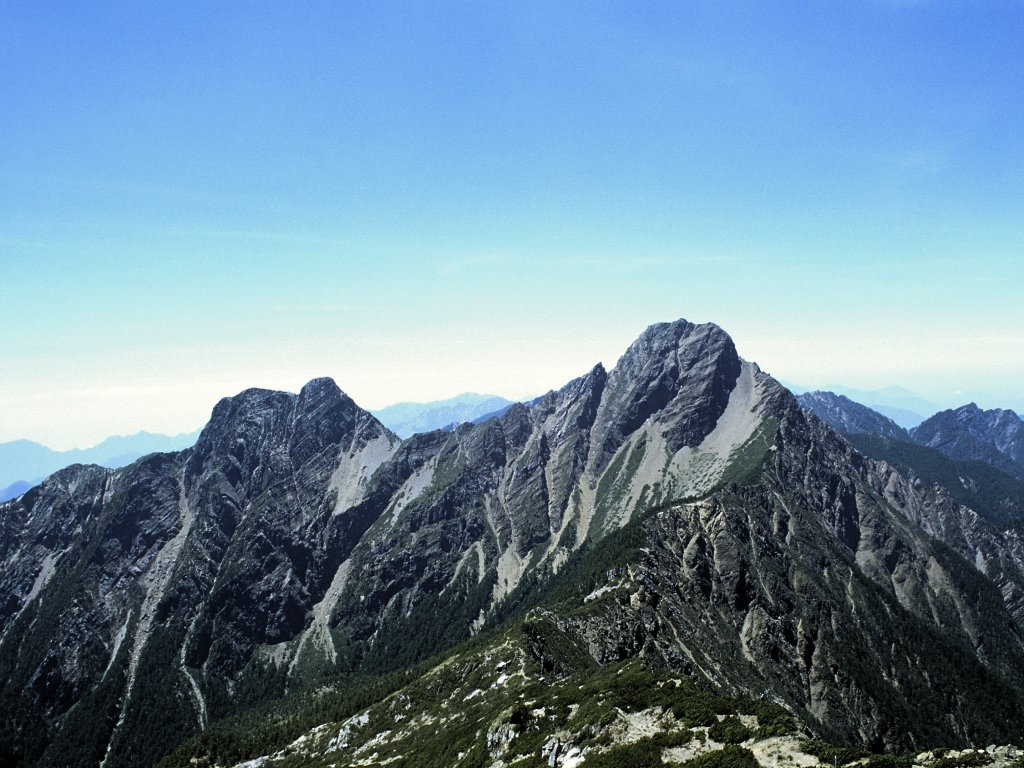
玉山

高雄縣地形東北高而西南低，最高點位於東北部與南投縣、嘉義縣交界處的玉山主峰，高度3,952公尺，是台灣最高峰。全縣依地勢與坡度，大致可區分為東北部山地區、中部丘陵區及西南部平原區。
東北部山地區位於楠梓仙溪中游及荖濃溪中游以東地區，大致分屬中央山脈與玉山山脈，總面積約佔全縣總面積的二分之一。絕大部分地區海拔超過1,000公尺，坡度多在40％以上，只有兩溪主支流河谷上，才有小範圍的河階或河谷平原。位於縣境東側的中央山脈主稜線山地及其西側科坡又稱為關山山塊，主脈由北而南有雲峰、南雙頭山、三叉山、關山、海諾南山、小關山、卑南主山等多座3,000公尺以上高峰。位於縣境西側的玉山山脈平均高度略低，但地形亦如關山山塊一般高低起伏、崎嶇不平，除上述小範圍河階或河谷平原外，大體仍屬不適人居的山地。
中部丘陵區位於東北部山地區的西南側，大致為介於荖濃溪中游——下淡水溪和大崗山、小崗山連線之間的區域，高度不大，但地形崎嶇起伏，面積約佔全縣總面積的22％，一般稱為內門丘陵。構成此一丘陵的主要岩層屬於第三紀上新世的卓蘭層，一般由砂岩、粉砂岩與頁岩、泥岩等共同組成，其中泥岩層抗蝕力較差，因此在分佈有厚層泥岩的二仁溪流域之內門、田寮、旗山、燕巢等行政區交界處一帶，很容易受到河川、暴雨的侵蝕及切割，形成溝谷緃橫、草木難生的惡地地貌，因形如月球表面，常被稱為「月世界」。
西南部平原區西起台灣海峽，東止於大、小崗山連線，北至二仁溪，南至高屏溪，輪廍略呈北寬南窄的三角形，海拔高度在100公尺以下，一般稱之為高雄平原。連同高雄市一併計入，南北長約50公里，東西寬約10至20公里，面積約達800平方公里。整個平原多為海相沈積物所構成，地面相當平坦。點綴在這片平原上的只有二仁溪以南的大湖台地、平原東緣的大、小崗山、鳳山及西側高雄市境內的壽山及半屏山等隆起珊瑚礁，以及岡山附近的泥火山。

### 水文
高雄縣的主要河川有高屏溪、阿公店溪及二仁溪三條中央管河川，較大河川尚有典寶溪及後勁溪。
高屏溪舊名下淡水溪，發源於玉山主峰東坡，主流河長171公里，僅次於濁水溪，為全台第二長河；流域面積廣達3,256.85平方公里，分佈於南投縣南端、嘉義縣東端、臺東縣西端，及高雄市、屏東縣的23個鄉鎮市區，流域面積為全台最大。高屏溪流域的平均年雨量高達3,130公釐，但其中87%的降雨集中於每年5月至10月的雨季，導致1月至5月的枯水期仍有缺水現象。

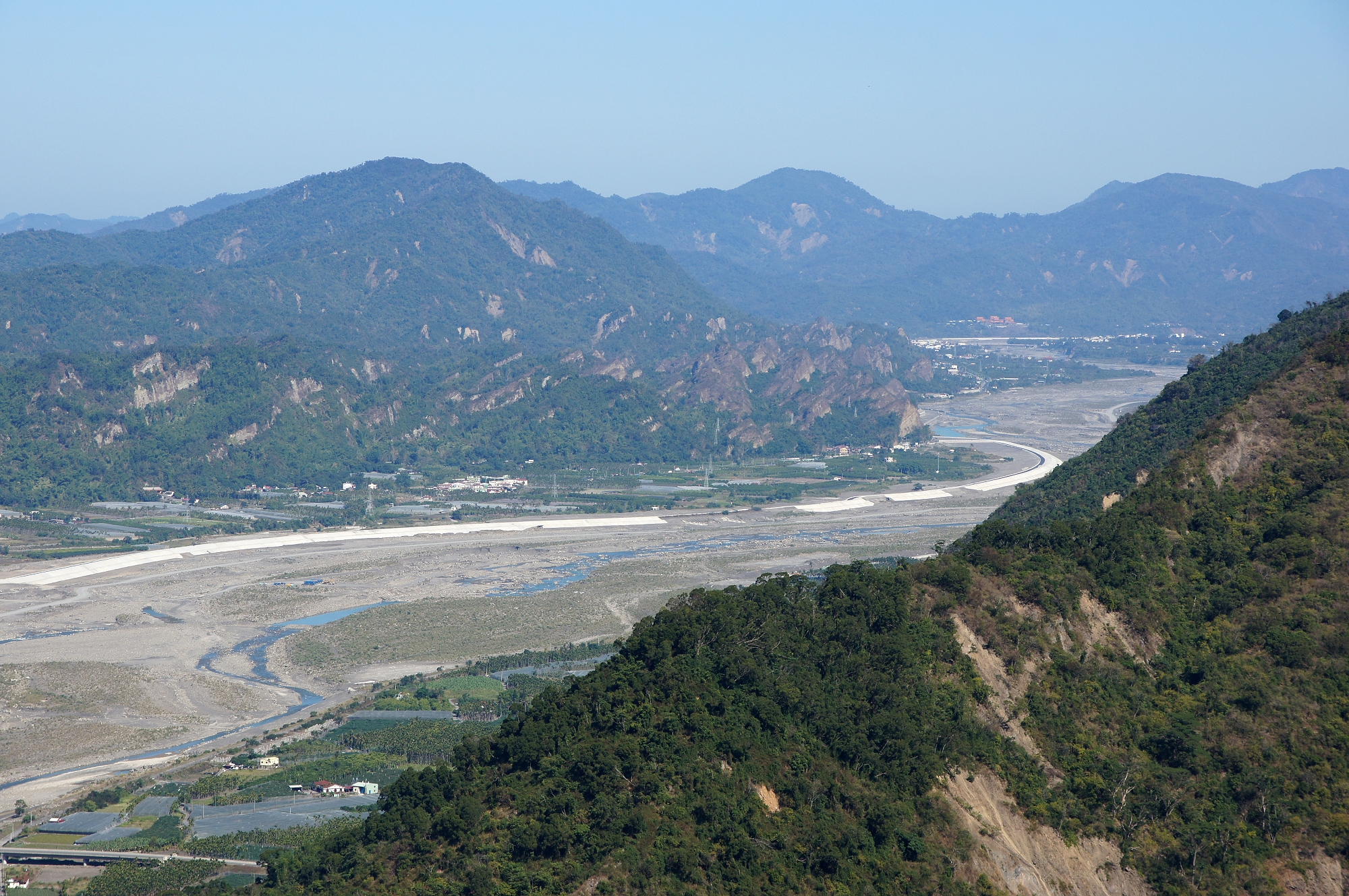
荖濃溪六龜河段

高屏溪兩大主要支流為荖濃溪及旗山溪，均流經本縣境內。荖濃溪即為高屏溪主流上游，其上、中游流經本縣桃源鄉、六龜鄉，為高聳的中央山脈與玉山山脈所夾峙，因而坡陡流急。流至大津匯入支流濁口溪，至里港再匯入支流隘寮溪，最後於旗山與旗山溪相會而形成高屏溪。該溪全長約137公里，本縣東部全屬其流域範圍，為縣內流域面積最廣的河川。旗山溪又名楠梓仙溪，亦發源於玉山主峰，流貫於玉山山脈與阿里山山脈之間，全長約117公里，流域面積約823平方公里，均略遜於荖濃溪。
阿公店舊稱濁水溪，發源於燕巢鄉烏山嶺西側，幹流長度38公里，流域面積137平方公里，分佈於岡山鎮、燕巢鄉、阿蓮鄉、路竹鄉、永安鄉及彌陀鄉，主要支流為潭底洋排水。上游河段在小崗山以東被築壩而形成阿公店水庫，近年來因淤泥堆積嚴重，調洪蓄水功能大減，每到雨季，中下游的岡山地區及沿海地帶常因排水不及而淹水。
二仁溪舊名為二層行溪，發源於本縣內門鄉山豬湖，中、下游為本縣與臺南縣、市的界河，主流長度約63公里，流域面積約350平方公里。流域內平均年雨量較少，只有1,931公釐，與高屏溪流域相差甚多。

### 氣候
高雄縣除了東北部山地區的一小角落之外，全縣均在北回歸線以南，屬於熱帶季風氣候區，冬季涼爽乾燥，夏季炎熱多雨。又因瀕臨臺灣海峽，受到海洋的調節，氣候變化並不劇烈。
各地氣溫受到地形影響，山地區與平原、丘陵區落差明顯。平原、丘陵區年平均氣溫約為24℃，縣境南北略有差異，但相差不及1℃。就各月變化而言，全年最低月平均氣溫出現在一月份，北部約為17℃，南部則約為18℃，所以實際上並無寒冬；最高月平均氣溫出現在七月份，全境皆達28℃以上。

## 沿革

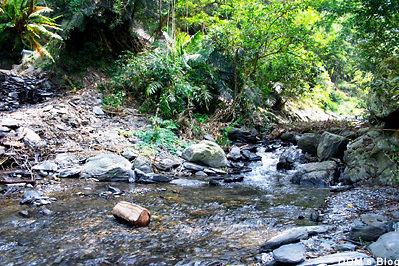
位於高雄縣六龜鄉（現高雄市六龜區）的扇平自然教學園區

第二次世界大戰結束後，台灣由中華民國政府接收。1945年，臺灣省行政長官公署更改行政區劃級稱，將日治時期的州、郡、庄街改制為縣、區、鄉鎮。據此，高雄州改制為高雄縣，為縣名之始；但州轄之高雄市、屏東市（含今屏東市、九如鄉、長治鄉、麟洛鄉、萬丹鄉）改制為省轄，並不屬於高雄縣範圍內。
1950年8月，臺灣省重新劃分縣市行政區，高雄縣與屏東市轄區重新劃分成高雄、屏東兩縣。同年區署廢止，鄉鎮直接隸屬縣。

## 歷任縣長

### 省政府指派
| 任次 | 姓名   | 黨籍       | 任期                          | 備註 |
| ---- | ------ | ---------- | ----------------------------- | ---- |
| 1    | 謝東閔 | 中國國民黨 | 1946年1月8日－1946年10月1日   | 首任 |
| 2    | 黃達平 | 中國國民黨 | 1946年10月1日－1947年9月20日  |      |
| 3    | 毛振寰 | 中國國民黨 | 1947年9月20日－1948年10月18日 |      |
| 4    | 黃劍棻 | 中國國民黨 | 1948年10月18日－1950年4月21日 |      |
| 5    | 董中生 | 中國國民黨 | 1950年4月21日－1951年4月30日  | 末任 |

### 公民直選
| 任次 | 肖像           | 姓名 (生–卒)         | 在任時間       | 在任時間          | 黨籍               | 屆次                                   | 備註                                                    |
| ---- | -------------- | -------------------- | -------------- | ----------------- | ------------------ | -------------------------------------- | ------------------------------------------------------- |
| 1    |                | 洪榮華 (1902–1974)   | 1951年6月1日   | 1954年6月2日      | 中國國民黨         | 1                                      | 首位 中國國民黨籍縣長。                                 |
| 2    |                | 陳新安 (1911–1988)   | 1954年6月2日   | 1957年6月2日      | 中國國民黨         | 2                                      | 陳建仁的父親。                                          |
| 3    |                | 陳皆興 (1899–1992)   | 1957年6月2日   | 1960年6月2日      | 中國國民黨         | 3                                      |                                                         |
| 4    |                | 余登發 (1904–1989)   | 1960年6月2日   | 1963年9月27日     | 無黨籍             | 4                                      | 首位無黨籍縣長。                                        |
| 代理 |                | 林石城 (1912–1995)   | 1963年9月27日  | 1964年6月2日      | 中國國民黨         | 4                                      | 臺灣省政府委員代理。 縣長任期由三年延長為四年。         |
| 5    |                | 戴良慶 (1911–1971)   | 1964年6月2日   | 1968年6月2日      | 中國國民黨         | 5                                      |                                                         |
| 6    |                | 林淵源 (1925–2020)   | 1968年6月2日   | 1973年2月1日      | 中國國民黨         | 6                                      |                                                         |
| 6    | 1973年2月1日   | 林淵源 (1925–2020)   | 1977年12月20日 | 7                 | 中國國民黨         | 首位連任成功的 中國國民黨籍縣長。      |                                                         |
| 7    |                | 黃友仁 (？–2011)     | 1977年12月20日 | 1981年12月20日    | 無黨籍             | 8                                      | 余登發女婿。                                            |
| 8    |                | 蔡明耀 (1949–2013)   | 1981年12月20日 | 1985年12月20日    | 中國國民黨         | 9                                      |                                                         |
| 9    |                | 余陳月瑛 (1926–2014) | 1985年12月20日 | 1989年12月20日    | 無黨籍→ 民主進步黨 | 10                                     | 首位 民主進步黨籍縣長。 · 首位女性縣長。 · 余登發兒媳。 |
| 9    | 1989年12月20日 | 余陳月瑛 (1926–2014) | 1993年12月20日 | 民主進步黨        | 11                 | 首位連任成功的 民主進步黨籍縣長。      |                                                         |
| 10   |                | 余政憲 (1959–)       | 1993年12月20日 | 民主進步黨        | 1997年12月20日     | 12                                     | 余陳月瑛長子。                                          |
| 10   | 1997年12月20日 | 余政憲 (1959–)       | 2001年12月20日 | 民主進步黨        | 13                 | 首位連任成功的 民主進步黨籍男性縣長。  |                                                         |
| 11   |                | 楊秋興 (1956–)       | 2001年12月20日 | 民主進步黨        | 2005年12月20日     | 14                                     |                                                         |
| 11   | 2005年12月20日 | 楊秋興 (1956–)       | 2010年12月25日 | 民主進步黨→無黨籍 | 15                 | 末任，因與高雄市合併改制直轄市而延任。 |                                                         |

## 行政區劃
| 高雄縣行政區劃圖 |
| --- |
| 茄萣鄉 永安鄉 彌陀鄉 梓官鄉 高 · 雄 · 市 林園鄉 湖內鄉 路竹鄉 岡山鎮 橋頭鄉 阿蓮鄉 燕巢鄉 大社鄉 仁武鄉 鳥松鄉 鳳山市 大 · 寮 · 鄉 大 · 樹 · 鄉 田寮鄉 內門鄉 旗 · 山 · 鎮 杉林鄉 美濃鎮 甲 · 仙 · 鄉 六 · 龜 · 鄉 那瑪夏鄉 桃 · 源 · 鄉 茂林鄉 嘉義市 嘉義縣 臺南縣 臺 · 南 · 市 南投縣 花蓮縣 臺東縣 屏東縣 |

民國三十四年（1945年）臺灣脫離日本統治，高雄州改制為高雄縣，屏東市、高雄市改制為省轄市，民國三十五年（1946年），將萬丹鄉、長興鄉、九塊鄉劃入屏東市，縣治遷至鳳山鎮，共轄有7縣轄區47個鄉鎮。民國三十六年（1947年）岡山鎮分出橋頭鄉。民國三十八年（1949年），分設雄峰區、高峰區等二個縣轄區。民國三十九年（1950年）調整行政區域，原省轄屏東市與屏東區、潮州區、東港區、恆春區、雄峰區霧臺鄉、三地門鄉、瑪家鄉、高峰區獅子鄉、泰武鄉、來義鄉、春日鄉、牡丹鄉等3鎮23鄉合併分出屏東縣，高雄縣由岡山區的1鎮7鄉、鳳山區的1鎮6鄉、旗山區的2鎮4鄉、雄峰區桃源鄉、茂林鄉、三民鄉等24個鄉鎮組成，並自湖內鄉分出茄萣鄉，彌陀鄉分出永安鄉，轄4鎮、22鄉。民國四十年（1951年），自彌陀鄉分出梓官鄉，仁武鄉分出大社鄉，民國六十一年（1972年）縣治鳳山鎮升格為縣轄市，民國六十八年（1979年）高雄市改制為直轄市，並將小港鄉劃入高雄市，在縣市合併前，高雄縣行政區共劃分成1市（鳳山市）、3鎮（岡山鎮、旗山鎮、美濃鎮）、23鄉（大寮鄉、林園鄉、仁武鄉、路竹鄉、大樹鄉、鳥松鄉、梓官鄉、橋頭鄉、茄萣鄉、大社鄉、燕巢鄉、阿蓮鄉、湖內鄉、彌陀鄉、內門鄉、六龜鄉、永安鄉、杉林鄉、田寮鄉、甲仙鄉，桃源鄉、茂林鄉、那瑪夏鄉為山地鄉），共有27個鄉鎮市。
傳統上高雄縣有所謂「三山區」之說，係襲用日治時期「郡」劃分法，分為岡山區（相當於原岡山郡，包含岡山鎮、路竹鄉、梓官鄉、橋頭鄉、茄萣鄉、燕巢鄉、阿蓮鄉、湖內鄉、彌陀鄉、永安鄉、田寮鄉等行政區）、鳳山區（原鳳山郡，包含鳳山市、大寮鄉、林園鄉、大樹鄉、仁武鄉、鳥松鄉、大社鄉等行政區）、旗山區（原旗山郡，包含旗山鎮、美濃鎮、內門鄉、六龜鄉、杉林鄉、甲仙鄉、桃源鄉、那瑪夏鄉、茂林鄉等行政區）。

## 縣府組織
最終的縣政府組織為：
- 一級單位
  - 民政處
  - 財政處
  - 教育處
  - 建設處
  - 工務處
  - 農業處
  - 社會處
  - 新聞處
  - 原住民處
  - 計畫處
  - 法制處
  - 觀光交通處
  - 地政處
  - 水利處
  - 人事處
  - 主計處
  - 政風處
  - 秘書處
- 一級機關
  - 警察局
  - 消防局
  - 衛生局
  - 環境保護局
  - 地方稅務局
  - 勞工局
  - 文化局

## 文化

### 公立及民間機構
- 高雄縣立文化中心
- 衛武營藝術文化中心
- 大東文化藝術中心

### 文學
文學史及其相關論述方面，目前還沒有一本區域文學史、高雄傳統文學發展之類的專著出現。文訊雜誌社出版的「高屏澎地區文學會議」論文集，收錄幾則當地作家的言論及論述。博士論文有王俊勝〈清代台灣鳳山縣詩歌研究〉、黃福鎮〈戰後高雄地區傳統詩研究〉、張百蓉〈高雄都會區台灣原住民口傳故事研究〉、戴佳靜〈美濃地區民間故事研究〉、張宏誠〈台灣解嚴後縣市文學獎研究(1987~2010)〉、劉麗卿〈清代台灣八景與八景詩〉等；期刊論文則有許惠玟〈寫實與想像的交錯：鳳山文人卓肇昌的區域書寫〉、莊永清〈日治時期高屏地區新文學作家簡介〉、文訊雜誌社所出版的「高屏澎地區文學會議」論文集、彭瑞金〈文學看高雄—鄉愁、山水、天聲、人語交織的高雄文學〉、曾貴海〈高雄文學的路標與前景〉等論文。
推廣及贊助文學活動的基金會，有「佛光山文教基金會」、「鍾理和文教基金會」；縣內可能沒有全國性與地方性的文學社團。

### 作家
戰後，在高雄縣市出生或是後來歸入高雄縣市的作家、學者有：鍾鐵民（美濃）、劉洪貞（美濃）、陳雨航（美濃）、黃森松（美濃）、吳錦發（美濃）等人。

## 交通

### 鐵路
- 臺灣鐵路管理局縱貫線
  - 大湖車站
  - 路竹車站
  - 岡山車站
  - 橋頭車站
- 臺灣鐵路管理局屏東線
  - 鳳山車站
  - 後庄車站
  - 九曲堂車站

### 捷運
- 紅線
  - 岡山車站
  - 岡山高醫站
  - 橋頭火車站
  - 橋頭糖廠站
  - 青埔站
- 橘線
  - 鳳山西站
  - 鳳山站
  - 大東站
  - 鳳山國中站
  - 大寮站

### 高速公路
- 國道一號（中山高速公路）
  - 路竹交流道
  - 高科交流道
  - 岡山交流道
  - 鼎金系統交流道（連接國道十號）
  - 五甲系統交流道（連接台88線）
  - 五甲交流道
- 國道三號（福爾摩沙高速公路）
  - 田寮交流道
  - 燕巢系統交流道（連接國道十號）
- 國道十號（高雄支線）
  - 鼎金系統交流道（連接國道一號）
  - 仁武交流道
  - 燕巢交流道
  - 燕巢系統交流道（連接國道三號）
  - 嶺口交流道
  - 旗山端

### 省道快速公路
- 台88線
- 五甲系統交流道（連接國道一號）
- 鳳山交流道
- 大寮交流道
- 大發交流道

### 省道普通公路
- 台1線
  - 台1戊線
- 台3線
- 台17線：濱海公路。
  - 台17甲線
- 台19甲線
- 台20線：南橫公路
- 台22線
- 台25線
- 台27線
  - 台27甲線
- 台28線（原縣道184號）
- 台39線

### 縣道
- 縣道181號
- 縣道182號
- 縣道183號
  - 縣道183甲線
  - 縣道183乙線
- 縣道186號
  - 縣道186甲線
- 縣道188號

## 公共設施
- 體育設施
  - 澄清湖棒球場
  - 高屏溪自行車道系統
  - 游泳池
  - 縣立體育場(現高雄市鳳山體育場)
  - 縣立體育館(現高雄市鳳山體育館)
- 醫療設施
  - 高雄長庚醫院
  - 義大醫院
  - 國軍岡山醫院
  - 縣立岡山醫院（委託秀傳紀念醫院經營）
  - 縣立鳳山醫院（委託財團法人長庚紀念醫院經營）
  - 署立旗山醫院

## 教育

### 大專院校
- 國立高雄第一科技大學東校區
- 義守大學
- 義守大學燕巢校區
- 樹德科技大學
- 輔英科技大學
- 正修科技大學
- 高苑科技大學
- 東方技術學院
- 國立高雄應用科技大學燕巢校區
- 國立高雄師範大學燕巢校區
- 實踐大學高雄校區
- 樹人醫護管理專科學校
- 高美醫護管理專科學校
- 永達技術學院仁武校區

### 軍事院校
- 中華民國陸軍軍官學校
- 中華民國空軍軍官學校
- 空軍航空技術學院
- 陸軍步兵學校
- 陸軍工兵學校
- 中正國防幹部預備學校

### 高中職
鳳山市
- 國立鳳山高級中學
- 國立鳳新高級中學
- 國立鳳山高級商工職業學校
- 高雄縣立福誠高級中學
- 高雄縣私立正義高級中學

岡山鎮
- 國立岡山高級中學
- 國立岡山高級農工職業學校

旗山鎮
- 國立旗美高級中學
- 國立旗山高級農工職業學校

美濃鎮
- 高雄縣私立旗美高級商工職業學校

大寮鄉
- 高雄縣私立新光高級中學
- 高雄縣私立高英高級工商職業學校
- 高雄縣私立中山高級工商職業學校

林園鄉
- 高雄縣立林園高級中學

仁武鄉
- 高雄縣立仁武高級中學

路竹鄉
- 高雄縣立路竹高級中學

大樹鄉
- 高雄縣私立普門高級中學
- 高雄縣私立義大高級中學

鳥松鄉
- 高雄縣立文山高級中學

燕巢鄉
- 明陽中學

六龜鄉
- 高雄縣立六龜高級中學

橋頭鄉
- 高雄縣私立高苑高級工商職業學校

茄萣鄉
- 高雄縣私立華德高級工業家事職業學校

## 古蹟
- 竹仔門電廠
- 鳳山龍山寺
- 鳳鼻頭遺址
- 寧靖王墓

## 旅遊

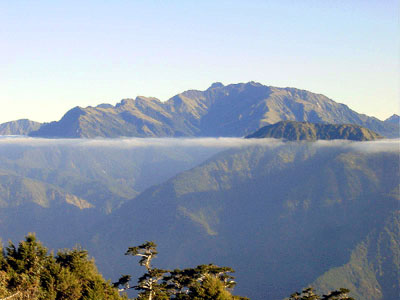
玉山國家公園

- 玉山國家公園
- 茂林國家風景區
- 澄清湖風景區
- 大崗山風景區
- 梅山溫泉
- 燕巢泥火山
- 雞冠山
- 義大世界
- 藤枝森林遊樂區
- 佛光山
- 高屏溪口紅樹林
- 荖濃溪泛舟
- 林園清水巖
- 鳳山水庫
- 寶來溫泉

## 特產
- 芭樂
- 香蕉
- 棗
- 荔枝
- 鳳梨
- 木瓜

## 政治

### 2008年中華民國立法委員選舉
高雄縣第1選區
- 總選舉人數：222,141
- 總票數（投票率）：137,242（61.78%）
- 有效票（比率）：135,013（98.38%）
- 無效票（比率）：2,229（1.62%）

| 號次 | 候選人 | 政黨                 | 得票數 | 得票率 | 當選標記 |
| ---- | ------ | -------------------- | ------ | ------ | -------- |
| 1    | 鍾紹和 | 中國國民黨(國親共推) | 72,309 | 53.56% |          |
| 2    | 江嘉盛 |                      | 1,025  | 0.76%  |          |
| 3    | 顏文章 | 民主進步黨           | 61,679 | 45.68% |          |

高雄縣第2選區
- 總選舉人數：242,349
- 總票數（投票率）：156,440（64.55%）
- 有效票（比率）：153,166（97.91%）
- 無效票（比率）：3,274（2.09%）

| 號次 | 候選人 | 政黨       | 得票數 | 得票率 | 當選標記 |
| ---- | ------ | ---------- | ------ | ------ | -------- |
| 1    | 劉政瑋 | 台灣農民黨 | 3,250  | 2.12%  |          |
| 2    | 余政憲 | 民主進步黨 | 65,257 | 42.61% |          |
| 3    | 林益世 | 中國國民黨 | 84,659 | 55.27% |          |

高雄縣第3選區
- 總選舉人數：217,808
- 總票數（投票率）：125,881（57.79%）
- 有效票（比率）：123,723（98.29%）
- 無效票（比率）：2,158（1.71%）

| 號次 | 候選人 | 政黨       | 得票數 | 得票率 | 當選標記 |
| ---- | ------ | ---------- | ------ | ------ | -------- |
| 1    | 陳啟昱 | 民主進步黨 | 55,848 | 45.13% |          |
| 2    | 黃憲南 |            | 317    | 0.26%  |          |
| 3    | 吳光訓 | 中國國民黨 | 53,205 | 43.00% |          |
| 4    | 徐慶煌 |            | 13,158 | 10.64% |          |
| 5    | 簡宏德 | 台灣農民黨 | 996    | 0.81%  |          |
| 6    | 簡家弘 |            | 199    | 0.16%  |          |

高雄縣第4選區
- 總選舉人數：253,525
- 總票數（投票率）：149,144（58.83%）
- 有效票（比率）：147,454（98.87%）
- 無效票（比率）：1,690（1.13%）

| 號次 | 候選人 | 政黨         | 得票數 | 得票率 | 當選標記 |
| ---- | ------ | ------------ | ------ | ------ | -------- |
| 1    | 陳明政 | 第三社會黨   | 204    | 0.14%  |          |
| 2    | 吳隆傑 | 台灣團結聯盟 | 1,095  | 0.74%  |          |
| 3    | 張美嫻 |              | 266    | 0.18%  |          |
| 4    | 楊東杰 | 台灣農民黨   | 377    | 0.26%  |          |
| 5    | 林岱樺 | 民主進步黨   | 71,450 | 48.46% |          |
| 6    | 江玲君 | 中國國民黨   | 74,062 | 50.22% |          |

## 姊妹城市
高雄縣在合併改制前共有8個姐妹城市。
- 土耳其
  - 迪兹杰省迪茲傑
- 美国
  - 华盛顿州金郡
- - 昆士蘭州凱恩斯等八郡市
- 印度尼西亞
  - 北苏拉威西省比通
- - 康尼芬市
- 巴拉圭
  - 中央省
- 德国
  - 萨克森安納堡縣
- 義大利
  - 普利亚大区塔兰托

## 電視廣播
| 頻道名稱 | 類比頻道號碼 | 數位頻道號碼 |
| -------- | ------------ | ------------ |
| 民視     | 第5頻道      | 第28頻道     |
| 台視     | 第7頻道      | 第32頻道     |
| 中視     | 第9頻道      | 第24頻道     |
| 華視     | 第11頻道     | 第34頻道     |
| 公視     | 第50頻道     | 第26頻道     |
| 公視HIHD | 無           | 第30頻道     |

| 頻率       | 電台名稱                     |
| ---------- | ---------------------------- |
| 89.7 兆赫  | 民生之聲                     |
| 90.1 兆赫  | 高屏廣播電台（Hit FM聯播網） |
| 90.5 兆赫  | 下港之聲（微笑廣播網）       |
| 93.1 兆赫  | 警廣治安交通網高雄台         |
| 94.3 兆赫  | 高雄廣播電台                 |
| 96.3 兆赫  | 中廣音樂網→原住民族廣播電台  |
| 96.9 兆赫  | 主人廣播電台                 |
| 97.5 兆赫  | 快樂聯播網                   |
| 98.3 兆赫  | 港都電台                     |
| 99.1 兆赫  | 陽光電台                     |
| 99.9 兆赫  | KissRadio                    |
| 100.7 兆赫 | 台北國際社區廣播電台（ICRT） |
| 101.7 兆赫 | 教育廣播電台                 |
| 103.3 兆赫 | I like Radio 中廣流行網      |
| 103.9 兆赫 | 南台灣之聲（飛碟聯播網）     |
| 104.9 兆赫 | 警廣全國治安交通網           |
| 105.9 兆赫 | 中廣寶島網→講客廣播電台      |
| 106.7 兆赫 | 高屏溪廣播電台               |
| 107.3 兆赫 | 漢聲廣播電台                 |

## 統計
| 排名 | 本籍             | 高雄縣人口 | 比率   |
| ---- | ---------------- | ---------- | ------ |
| 1    | 高雄縣           | 699,118    | 61.7%  |
| 2    | 中國大陸各省市籍 | 134,477    | 11.9%  |
| 3    | 臺南縣           | 66,068     | 5.8%   |
| 4    | 屏東縣           | 46,470     | 4.1%   |
| 5    | 高雄市           | 41,124     | 3.6%   |
| 6    | 嘉義縣           | 37,744     | 3.3%   |
| 7    | 雲林縣           | 19,010     | 1.7%   |
| 8    | 澎湖縣           | 16,884     | 1.5%   |
| 9    | 彰化縣           | 14,927     | 1.3%   |
| 10   | 臺南市           | 7,931      | 0.7%   |
| 11   | 臺中縣           | 6,224      | 0.5%   |
| 12   | 南投縣           | 5,600      | 0.5%   |
| 13   | 臺東縣           | 4,955      | 0.4%   |
| 14   | 臺北縣           | 4,882      | 0.4%   |
| 15   | 苗栗縣           | 4,230      | 0.4%   |
| 16   | 臺北市           | 3,418      | 0.3%   |
| 17   | 桃園縣           | 3,259      | 0.3%   |
| 18   | 嘉義市           | 2,730      | 0.2%   |
| 19   | 花蓮縣           | 2,594      | 0.2%   |
| 20   | 宜蘭縣           | 2,543      | 0.2%   |
| 21   | 新竹縣           | 2,467      | 0.2%   |
| 22   | 臺中市           | 1,692      | 0.1%   |
| 23   | 基隆市           | 1,416      | 0.1%   |
| 24   | 金門縣           | 1,242      | 0.1%   |
| 25   | 新竹市           | 645        | 0.1%   |
| 26   | 外國籍           | 465        | 0.0%   |
| 27   | 連江縣           | 80         | 0.0%   |
|      | 總計             | 1,132,195  | 100.0% |